# 삼덕초등학교 (경기)
삼덕초등학교는 대한민국 경기도 평택시에 있는 공립 초등학교이다.

## 학교 연혁
- 1953. 05. 23 청북국민학교 삼덕분교장 인가
- 1955. 04. 01 삼덕국민학교 개교 8학급 편성(설립인가 3월 3일)
- 1984. 07. 02 병설유치원 개원 1학급 편성

## 참고 자료
- 삼덕초등학교 - 한국교육학술정보원 학교알리미